# Вечерња звона
Вечерња звона је југословенски филм из 1986. године који је режирао Лордан Зафрановић по сценарију Мирка Ковача.

## Радња
Радња приче се догађа у Загребу и у малом херцеговачком месту. У њеном је средишту Томислав К, којем су то најважније године живота. Између 1928. и 1948. се дешавају големе друштвене промене, појављују нацизам и комунизам, избија 2. светски рат. На крају тог раздобља, држава раскида са Источним блоком. Сваки од тих догађаја оставља последице на приватни живот Томислава К.

## Улоге
| Глумац             | Улога                 |
| ------------------ | --------------------- |
| Раде Шербеџија     | Томислав К. Бурбонски |
| Петар Божовић      | Стјепан К. Бурбонски  |
| Миодраг Кривокапић | Димитрије             |
| Неда Арнерић       | Мејра                 |
| Љиљана Благојевић  | Роса                  |
| Мустафа Надаревић  | Матко                 |
| Ирфан Менсур       | Милутин               |
| Иво Грегуревић     | Ђурица                |
| Крунослав Шарић    | Чубар                 |
| Жарко Поточњак     | Круно                 |
| Кристијан Угрина   | Томислав К. дечак     |
| Звонко Лепетић     | Усташа                |
| Лидија Јенко       | Луси                  |
| Петре Прличко      | Росин деда            |
| Нада Суботић       | Часна сестра          |
| Хермина Пипинић    | Мејрина мајка         |
| Урош Татомир       | Славко Кватерник      |
| Матко Рагуж        | Андрија               |
| Игор Хајдархоџић   | Усташа                |
| Винко Краљевић     | Младић у затвору      |
| Зденка Анушић      | Нура                  |
| Милан Плећаш       | Официр                |
| Јакша Сингер       | Доктор                |
| Јадранка Матковић  | Опатица               |
| Миа Оремовић       | Мејрина тетка 1       |
| Вида Јерман        | Мејрина тетка 2       |
| Славко Јурага      | Пијани Немац          |
| Душко Поповић      | Шпански певач         |